# Makronenmasse
Makronenmasse ist eine dressierfähige Grundmasse aus Zucker, Eiklar (zum Teil auch Eigelb) und zerkleinerten Mandeln, Nüssen oder anderen Ölsamen, jedoch mit einigen Ausnahmen ohne Mehl und Stärke. Sie bildet nicht nur die Grundlage zum Backen von Makronen und anderem Gebäck wie beispielsweise Mailänder Torte, Ochsenaugen oder Nussecken, sondern dient auch als Füllung oder Auflage für andere Backwaren. Die enthaltenen Ölsamen sind außer Mandeln zum Beispiel Haselnüsse, Walnüsse, Kokosraspel, Pistazien, entbitterte Bittermandeln oder Aprikosen- und Pfirsichkerne, jedoch keine Erdnüsse.

## Herstellung
Die Herstellung unterscheidet sich je nachdem, ob die Makronenmasse direkt aus den zerkleinerten Ölsamen, Zucker und Eiklar durch gemeinsames Abrösten aller Zutaten bereitet wird, oder ob der Ölsamenanteil in Form von Marzipan-, Nuss- oder Persipanrohmasse zugegeben wird.
Herstellung aus zerkleinerten Ölsamen
Zucker, Eiklar und Ölsamen werden in einem Kessel vermischt und unter Rühren erhitzt (fachsprachlich: „abgeröstet“). Der Zuckeranteil ist hoch, ein geeignetes Mischungsverhältnis für Mandelmakronen wäre zum Beispiel Zucker : Eiklar : Mandeln = 10 : 6 : 6. Durch das Abrösten verliert die Masse Wasser, der Zucker löst sich, und die Eiklar-Zucker-Mischung bindet ab.
Herstellung aus Rohmasse
Zucker, Eiklar und Rohmasse können kalt vermischt werden, das Abrösten kann entfallen, da es bereits bei der Produktion der Rohmasse geschehen ist. Auch diese Masse kann aber heiß gerührt werden, um ihre Bindung zu verbessern. Weil die Rohmasse zudem bereits Zucker enthält, wird in diesem Fall ein deutlich geringerer Zuckeranteil zugesetzt als bei der Herstellung mit zerkleinerten Ölsamen. Ein geeignetes Mischungsverhältnis für Marzipanmakronen wäre zum Beispiel Zucker : Eiklar : Marzipanrohmasse = 7 : 2 : 10.
Für den Verbraucher ist der Unterschied am Endprodukt oftmals nicht einfach zu erkennen.
Kokosraspeln haben im Vergleich zu anderen Ölsamen einen geringeren Proteingehalt und dadurch ein geringeres Vermögen, Wasser zu binden. Darum darf zur Herstellung von Kokosmakronenmasse ein kleiner Anteil von bis zu 3 % Mehl oder Stärke zugegeben werden.

## Halbfertigprodukte
Für Großabnehmer wie Bäcker und industrielle Backwarenhersteller ist fertig gemischte Makronenmasse aus Marzipan-, Nuss- oder Persipanrohmasse erhältlich. Das Deutsche Lebensmittelbuch definiert für diesen Markt die folgenden Begriffe:
- Makronenmasse: aus Marzipanrohmasse
- Nussmakronenmasse: aus Nussrohmasse
- Persipanmakronenmasse: aus Persipanrohmasse

Für alle schreiben die Leitsätze des Lebensmittelbuchs vor, dass je 100 Gewichtsteilen der jeweiligen Rohmasse höchstens 100 Gewichtsteile Zucker zugesetzt werden dürfen, sowie dass der Eiklar-Anteil mindestens 10 % des Gesamtgewichtes der fertigen Masse ausmachen muss, bei Verwendung von Trockeneiklar entsprechend weniger.
Da in diesem Fall Makronenmasse ohne weiteren Zusatz ausschließlich solche Massen bezeichnet, die auf Mandeln basieren, sollte das Wort im Zusammenhang mit diesem Marktsegment nicht als Oberbegriff für vergleichbare Produkte aus anderen Ölsamen verwendet werden. Außerhalb davon ist ein solches Verständnis in der Fachsprache der Bäcker jedoch unüblich.

## Abwandlungen von Makronenmassen
- Hippenmasse ist eine dünnflüsse Makronenmasse, die außerdem noch Eigelb, Butter, Milch, Sahne und Mehl enthalten kann. Sie dient zur Herstellung einer besonderen Art von Waffeln, der Hippen.
- Duchessemasse, aus der Teegebäck bzw. bestimmte Arten von Petits Fours gemacht werden, ähnelt der Hippenmasse, kann jedoch mehr Mehl und zur Lockerung Eischnee enthalten.
- Frangipanmasse ist eine lockere Füllung für Torten, Tartes usw. aus Butter, Ei, Zucker, Mehl und geriebenen Mandeln oder Marzipanrohmasse.[1]